# 1412.
◄ | 14. stoljeće | 15. stoljeće | 16. stoljeće | ►
◄ | 1380-ih | 1390-ih | 1400-ih | 1410-ih | 1420-ih | 1430-ih | 1440-ih | ►
◄◄ | ◄ | 1409. | 1410. | 1411. | 1412. | 1413. | 1414. | 1415. | ► | ►►
Arhitektura • Astronomija • Glazba • Knjige • Književnost • Kršćanstvo • Medicina • Pravo • Promet • Slikarstvo • Znanost

## Događaji
- obitelj Medici postaje službeni Papinski bankar
- Hrvatska obitelj Dobrojević stekla šibensko plemstvo.

## Rođenja
- Ivana Orleanska (Jeanne d'Arc), francuska nacionalna junakinja, rođena je u Domrémyju u Francuskoj († 1431.)

## Vanjske poveznice
|  | Zajednički poslužitelj ima još gradiva o temi 1412. |